# Вільховецький деканат
Вільховецький деканат — колишня структурна одиниця Перемишльської єпархії греко-католицької церкви з центром у с. Вільхівці. Очолював деканат декан. Ліквідований у 1920  р.

## Територія
В 1918 році в Вільховецькому деканаті було 9 парафій:
1. Парафія с. Загірє з філією в с. Долина та приходом у с. Заславє;
2. Парафія с. Залуж—Війське;
3. Парафія с. Кальниця з філіями в с. Кам’янки і с. Суковате;
4. Парафія с. Лукове
5. Парафія с. Вільхівці з філією в с. Биківці та приходом у с. Лішна;
6. Парафія с. Полонна з філією в с. Височани та приходом у с. Кам'яне;
7. Парафія с. Середнє Велике з філією в с. Хотінь;
8. Парафія с. Тернава гірна з філіями в с. Великополе, с. Вільхова, с. Тернава Долішна